# جون آدامز (تربوي)
جون آدامز (بالإنجليزية: John Adams)‏ (و. 1857 – 1934 م) هو تربوي، ومؤلف، ومدرس، وكاتب من المملكة المتحدة، والمملكة المتحدة لبريطانيا العظمى وأيرلندا، ولد في غلاسكو، توفي عن عمر يناهز 77 عاماً.

## التعليم
تعلم في جامعة غلاسكو
.